# Fatemeh Hemmati
Fatemeh Hemmati (née le 19 mai 2003) est une archère paralympique iranienne.

## Carrière
Elle remporte la médaille d'argent dans l'épreuve féminine d'arc à poulies aux Jeux paralympiques d'été de 2024 après avoir été battue par l'archère turque Öznur Cüre.
Lors de la même paralympiade, elle est également médaillée d'argent avec Hadi Nori dans l'épreuve par équipe mixte d'arc à poulies, après leur défaite en finale contre Jodie Grinham et Nathan MacQueen.